# Аспартам
Аспарта́м (метиловий естер L-аспаргініл-L-фенілаланіну, Е951) — органічна сполука, відома як штучний невуглеводний підсолоджувач, як замінник цукру. Підсолоджувач майже у 150—200 разів (1 грам цієї речовини замінює 150—200 грамів цукру) солодший за харчовий цукор, має (в порівнянні з цукром) низьку калорійність — 1г аспартаму близько 4 ккал/г або 16,5 кДж. При використанні аспартаму знижується калорійність харчових продуктів. Він був відкритий в 1965 р.
Аспартам нетривкий при підвищеній температурі і в середовищі з підвищеною кислотністю або лужністю. Відомий як харчова добавка замінник цукру Е951.

## Виробництво
Аспартам займає близько 25 % світового об'єму штучних підсолоджувачів і застосовується під час виробництва більш ніж 5000 найменувань продуктів харчування і напоїв. Станом на 2010 рік в США використовувалось до 2000 т аспартаму, що еквівалентно 400 тис. т цукрози.
В Україні в 80-роках велись роботи в Інституті біорганічної хімії НАН України із синтезу аспартаму, але виробництво так і не було налагоджено через відсутність вихідних амінокислот.
Методи синтезу аспартаму:
- 1) методи з використання одночасного захисту аміно- і β-карбоксильної груп аспарагінової кислоти];[4][5]
- 2) використання внутрішнього ангідриду аспарагінової кислоти, захищеної по аміногрупі і без її захисту;[6]
- 3) етерифікація L-аспаргінілфенілаланіну;[7]
- 4) ферментативний синтез.[8]

Кожна із амінокислот, які входять в його склад, солодкого смаку не мають.

## Вплив на організм
Аспартам заборонено вживати хворим на рідкісну хворобу фенілкетонурію. Про що виробник повинен вказувати на етикетці товару.
ВООЗ установила граничну кількість добової дози аспартаму на рівні 40 мг/кг маси тіла
Безпека аспартаму широко досліджувалась з моменту його відкриття, дослідження включали тести на тваринах, клінічні та епідеміологічні дослідження. Аспартам є однією з найбільш ретельно тестованих харчових добавок. Автори в рецензованих статтях та численні державні регуляторні інституції проаналізували опубліковані дослідження щодо безпеки аспартаму та визнали аспартам безпечним. Аспартам визнали безпечним понад 100 регуляторних агенцій в різних країнах, серед яких британська  Food Standards Agency, Європейське агентство з безпеки харчових продуктів (EFSA) та Міністерство охорони здоров'я Канади.
Надмірне вживання аспартаму в складі напоїв (до 8 л/добу[джерело?]) призводить до виникнення таких побічних реакцій, як головний біль, судоми, втрата пам'яті, дискомфорт у шлунку та подразнення шкіри.
Час від часу з'являлися такі заяви, які не знайшли підтвердження, або які не спостерігаються при вживанні аспартаму у рекомендованих дозах. На практиці 40 мг/кг для людини вагою 70 кг означає приблизно 266 пігулок аспартаму або 26,6 л дієтичної коли на добу.
У червні 2023 року Міжнародне агентство з дослідження раку оприлюднило звіт про оцінку небезпеки та ризику аспартаму, у якому зазначається, що аспартам можливо канцерогенний для людини. Робоча група Міжнародного агентства з дослідження раку і Об'єднаний комітет експертів ВООЗ та Продовольчої та сільськогосподарської організації з харчових добавок (англ. Joint Expert Committee on Food Additives — JECFA) переглянули наявні дослідження і відзначили статистично значуще збільшення раку печінки (зокрема, гепатоцелюлярної карциноми), однак, не можна виключити зворотний причинно-наслідковий зв’язок, випадковість, упередженість і вплив соціально-економічних факторів чи способу життя або споживання інших харчових компонентів.
У монографіях IARC такий стан справ охарактеризовано терміном «обмежений доказ» (англ. limited evidence), натомість у документах JECFA вживається термін «не є переконливим доказом» (not convincing evidence).

13 липня 2023 року Міжнародне агентство з дослідження раку і JECFA оприлюднили спільну оцінку небезпеки та ризику споживання аспартаму, у якій зазначається, що переконливих доказів про його канцерогенність немає.  У спільній заяві підтверджено раніше ухвалену добову норму споживання — від нуля до 40 мг на кг маси тіла за добу. Однак, аспартам класифіковано як «можливо канцерогенний для людини» (Група 2B класифікації IARC).
Того ж дня управління з продовольства і медикаментів США висловило незгоду із класифікацією аспартаму як «можливо канцерогенного для людини».

## Виявлення в продуктах харчування
Вміст аспартаму в продуктах харчування виявляють методом високоефективної рідинної хроматографії. Нормативний документ на метод виявлення аспартаму в Україні — ГОСТ 30059-93 та ДСТУ EN 12856:2003.